# Alfred de Musset
Alfred de Musset [misé], francoski književnik, * 11. december 1810, Pariz, † 2. maj 1857, Pariz.

## Življenje
Alfred de Musset s polnim imenom  Louis-Charles-Alfred de Musset-Pathay se je rodil leta 1810 v Parizu, v plemiški družini. Kmalu se je pridružil krogu romantikov okoli Victorja Hugoja. Po zgodnjem uspehu je nanj usodno vplivala nesrečna ljubezen v letih 1832-1834 s pisateljico George Sandovo. Po razhodu z njo je živel neurejeno do smrti v letu 1857.

## Delo
Mussetovo književno delo obsega pesmi, verzne pripovedi, novele, gledališke igre, ki so najtrajnejši del njegovih literarnih prizadevanj in liriko. Najprej je bil pod Bayronovim vplivom, pesniško je dozorel po usodni ljubezni s Sandovo in ustvaril najboljše pesmi s ciklom Noči (Les nuits, 1835-1837). Njegova lirika je v primerjavi s poezijo drugih francoskih romantikov izrazito subjektivna, individualna, intimna. Pesem mu je neposreden, v obliki ne zmeraj dognan izraz intimnega doživljanja ljubezenskih čustev, strasti in spominov.

## Izbrana bibliografija
- Lorenzaccio (Z Ljubeznijo se ni šaliti, gledališka igra, 1834)
- Izpoved otroka našega časa (La confession d'un enfant du siècle, avtobiografski roman, 1836).